# Katherine Brooks
Pour les articles homonymes, voir Brooks.
Katherine Brooks (née le 15 mars 1976 à Bâton-Rouge, en Louisiane, aux États-Unis) est une réalisatrice, scénariste, actrice, productrice et monteuse américaine.

## Filmographie

### Comme réalisatrice

#### Cinéma
- 1998 : Outtakes
- 2000 : Luna Butterflys
- 2001 : Dear Emily
- 2003 : Surrender
- 2004 : Finding Kate
- 2006 : Loving Annabelle

#### Télévision
- 1992 : The Real World (série télévisée)
- 1998 : Sexcetera (série télévisée)
- 2002 : The Osbournes (série télévisée)
- 2003 : Newlyweds: Nick & Jessica (série télévisée)
- 2003 : The Simple Life ("The Simple Life") (série télévisée)
- 2004 : Wanna Come In? (série télévisée)
- 2004 : He's a Lady (série télévisée)
- 2004 : Love Is in the Heir (série télévisée)
- 2005 : Meet the Barkers (série télévisée)
- 2006 : There & Back: Ashley Parker Angel (série télévisée)

### Comme scénariste
- 1998 : Outtakes
- 2000 : Luna Butterflys
- 2001 : Dear Emily
- 2003 : Surrender
- 2004 : Finding Kate
- 2006 : Loving Annabelle

### Comme actrice
- 1998 : Outtakes
- 1999 : The Invisibles : Groupie
- 2000 : Luna Butterflys : Luna
- 2001 : Dear Emily : Sara
- 2002 : The Complex : Kate
- 2003 : Surrender : Salene McCadden

### Comme productrice

#### Cinéma
- 1998 : Outtakes
- 2001 : Dear Emily
- 2003 : Surrender
- 2006 : Loving Annabelle

#### Télévision
- 2006 : My Own (série télévisée)

### Comme monteuse
- 2004 : Finding Kate